# Notre agent à La Havane
Cet article concerne le film. Pour le roman, voir Notre agent à La Havane (roman).
Pour plus de détails, voir Fiche technique et Distribution.
Notre agent à La Havane (Our Man in Havana) est un film d'espionnage américano-britannique réalisé par Carol Reed, sorti en 1959.

## Synopsis
Joe Wormold, un vendeur d'aspirateurs anglais, vit à La Havane de la fin des années 1950 avec sa fille Milly, en pleine guerre froide. Wormold va faire la rencontre d'un agent des services secrets anglais, M. Hawthorne, qui lui propose de servir son pays en étant agent secret. Wormold n'y connaît rien en espionnage et dans un premier temps refuse l'offre de Hawthorne. Mais le Dr Hasselbacher, son seul ami sur l'île, va le faire changer d’avis. Il lui explique qu'il pourrait bien mentir aux agents anglais en leur transmettant des informations erronées. Ainsi il peut récolter les primes de risques ainsi que les salaires de son équipe factice. Grâce à cela il peut subvenir aux besoins de sa fille, qui sont, à son grand regret, très importants.

## Fiche technique
- Titre original : Our Man in Havana
- Titre : Notre agent à La Havane
- Réalisation : Carol Reed
- Scénario : Graham Greene, d'après son roman Notre agent à La Havane
- Direction artistique : John Box
- Costumes : Phyllis Dalton
- Photographie : Oswald Morris, assisté de Denys N. Coop (cadreur)
- Son : John Cox
- Montage : Bert Bates
- Musique : Frank Deniz et Laurence Deniz
- Production : Carol Reed
- Production associée : Raymond Anzarut
- Société de production : Kingsmead Productions, Columbia Pictures
- Société de distribution : Columbia Pictures
- Pays d'origine :  Royaume-Uni,  États-Unis
- Langue originale : anglais
- Format : Noir et Blanc — 35 mm — 2,35:1 (CinemaScope) — son Mono (Westrex Recording System)
- Genre : Comédie dramatique, Espionnage
- Durée : 103 minutes
- Date de sortie :
  - Royaume-Uni : 30 décembre 1959 (première mondiale à Londres)
  - États-Unis : 27 janvier 1960 (première à New York)
  - France : 2 mars 1960
- Affiche : Georges Kerfyser (France)

## Distribution
- Alec Guinness (VF : Gérard Férat) : Jim Wormold
- Burl Ives (VF : Yves Brainville) : Dr Hasselbacher
- Maureen O'Hara (VF : Claire Guibert) : Beatrice Severn
- Ernie Kovacs (VF : Jean-Henri Chambois) : Capitaine Segura
- Noel Coward (VF : Raymond Gérôme) : Hawthorne
- Ralph Richardson (VF : Lucien Bryonne) : "C"
- Jo Morrow (en) (VF : Jeanine Freson) : Milly Wormold
- Grégoire Aslan (VF : André Valmy) : Cifuentes
- Paul Rogers : Hubert Carter
- Raymond Huntley (VF : Pierre Morin) : Général
- Ferdy Mayne (VF : René Bériard) : Professeur Sanchez
- Hugh Manning : Un officier de l'armée de l'air
- Maurice Denham (VF : René Blancard) : L'amiral
- Karel Stepanek (VF : Raymond Rognoni) : Dr Braun
- John Le Mesurier (non crédité) : Louis, le serveur
- Duncan Macrae (VF : Georges Hubert) : MacDougal
- Timothy Bateson (VF : Michel François) : Rudy, l'opérateur radio

## Distinctions
- Golden Globes 1961 : nomination pour le Golden Globe du meilleur film musical ou de comédie
- Directors Guild of America Awards 1961 : nomination de Carol Reed pour "Meilleur réalisateur de film"

## Production
- Selon Hollywood Reporter, la décision de tourner à La Havane est prise en décembre 1958. En janvier 1959, Fulgencio Batista est renversé, en février Fidel Castro est nommé Premier ministre du nouveau gouvernement. Un article du New York Times d'avril 1959 note que le script a dû être soumis à l'approbation du Ministère de l'Intérieur, qui demanda 39 changements, mais aussi que le fait que l'action se passe avant la révolution permettait d'éviter les critiques sur le nouveau régime[1].
- Jean Seberg, Evy Norland et Lauren Bacall avaient été pressenties pour jouer le rôle de Milly[1].